# Радивилівська районна державна адміністрація
Радивилівська районна державна адміністрація - виконавчий орган Радивилівського району Рівненської області.

## Основні завдання і функції
Здійснення державних функцій, як органу  виконавчої влади на відповідній адміністративно-територіальній одиниці в межах повноважень встановлених Конституцією України і відповідно до законів України.
Закон України "Про місцеві державні адміністрації" від 04.12.2001.Стаття 2.Основні завдання місцевих державних адміністрацій. 
Місцеві державні адміністрації в межах відповідної адміністративно-територіальної одиниці забезпечують:
- виконання Конституції, законів України, актів Президента України, Кабінету Міністрів України, інших органів виконавчої влади вищого рівня
- законність і правопорядок, додержання прав і свобод громадян
- виконання державних і регіональних програм соціально-економічного та культурного розвитку, програм охорони довкілля, а в місцях компактного проживання корінних народів і національних меншин - також програм їх національно-культурного розвитку
- підготовку та виконання відповідних бюджетів
- звіт про виконання відповідних бюджетів та програм
- взаємодію з органами місцевого самоврядування
- реалізацію інших наданих державою, а також делегованих відповідними радами повноважень.

## Апарат райдержадміністрації
- Відділ організаційно-кадрової роботи апаратурайдержадміністрації.
- Загальний відділ апарату райдержадміністрації.
- Відділ фінансово-господарськогозабезпечення апарату райдержадміністрації.
- Сектор оборонної і мобілізаційної роботи апарату райдержадміністрації.
- Юридичний відділ апарату райдержадміністрації.
- Сектор контролю апарату райдержадміністрації.
- Відділ з питань внутрішньої політики, зв’язків з громадськістю апарату райдержадміністрації.
- Державний реєстратор райдержадміністрації.
- Відділ ведення Державного реєстру виборців апарату райдержадміністрації.
- Адміністратор апарату райдержадміністрації.

## Структурні підрозділи райдержадміністрації
- Управління економіки  райдержадміністрації.
- Фінансове управління райдержадміністрації.
- Управління агропромислового розвитку райдержадміністрації.
- Управління праці та соціального захисту населення райдержадміністрації.
- Відділ з питань надзвичайних ситуацій райдержадміністрації.
- Відділ будівництва та регіонального розвитку райдержадміністрації.
- Відділ освіти райдержадміністрації.
- Начальник відділу у справах сім’ї та молоді райдержадміністрації.
- Начальник відділу культури і туризму райдержадміністрації.
- Начальник відділу з питань   фізичної культури та спорту райдержадміністрації.
- Архівний відділ райдержадміністрації.
- Служба у справах дітей райдержадміністрації.
- Відділ охорони здоров’я райдержадміністрації.
- Відділ житлово-комунального господарства райдержадміністрації.
- Відділ розвитку інфраструктурирайдержадміністрації.